# A.J. Ernststraat (tramhalte)
A.J. Ernststraat is een tramhalte van de Amsterdamse tram en voorheen sneltramhalte van de Amsterdamse metro in de wijk Buitenveldert in het stadsdeel Zuid.

Op de halte stoppen tramlijnen 5 en 25. Van 1990 tot 2019 stopte hier ook sneltram 51. De halte ligt in de middenberm van de Buitenveldertselaan bij de Arent Janszoon Ernststraat en heeft twee zijperrons. Tot 3 maart 2019 was er een 65 meter lang hoog gedeelte voor lijn 51 en een 30 meter lang laag gedeelte voor lijn 5.

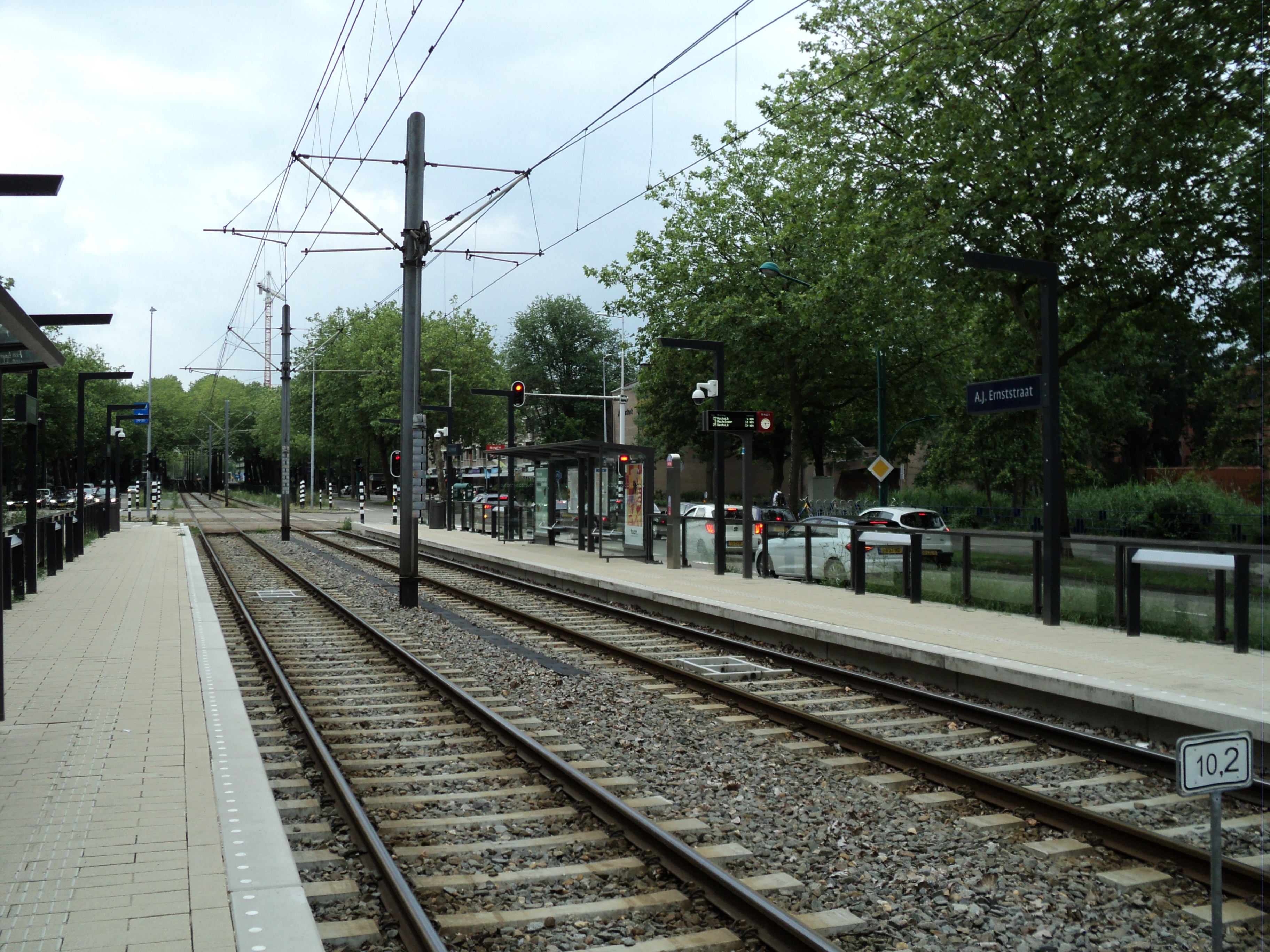
De nieuwe tramhalte.

## Buslijnen
Bij de tramhalte stoppen ook nog de buslijnen N84 (Amsterdam Centraal Station - Amstelveen Busstation), 461 (Gelderlandplein - Gustav Mahlerplein) en 463 (Gelderlandplein - Buitenveldert).

## Verbouwing
Na de verbouwing van de vernieuwde Amstelveenlijn, die in 2020 gereed kwam waarvan de werkzaamheden in voorjaar 2019 waren gestart, is de halte A.J. Ernststraat met de op te heffen halte De Boelelaan / VU samengevoegd tot een nieuwe halte A.J. Ernststraat ten noorden van het kruispunt Buitenveldertselaan/Arent Janszoon Ernststraat en kwam op 20 juli 2020 in gebruik.

## Galerij

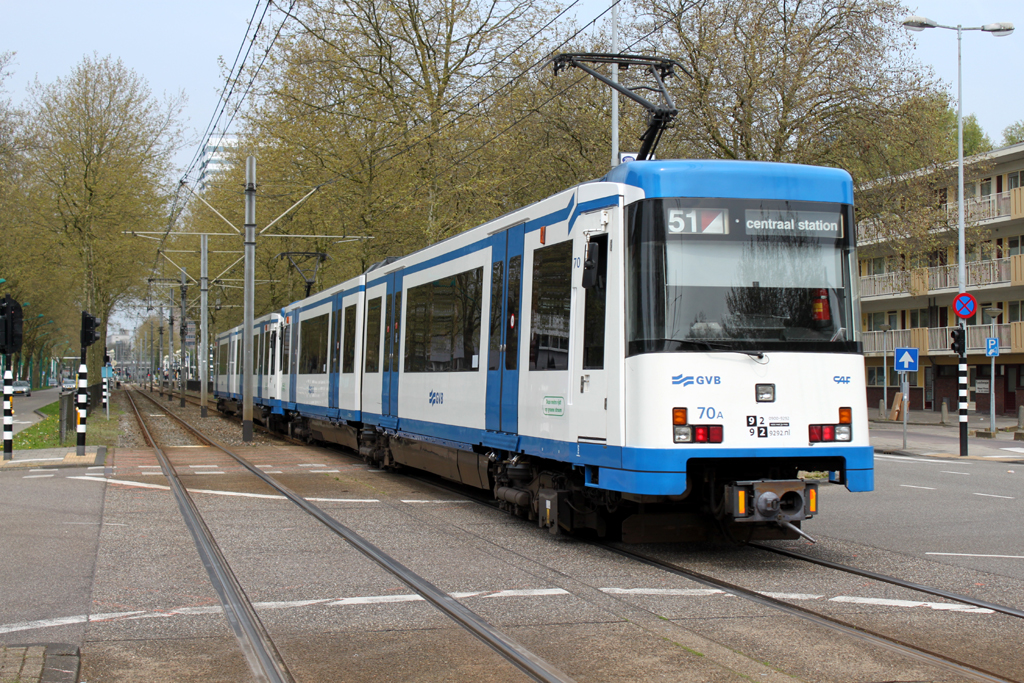
De halte toen de voormalige sneltram er nog reed.
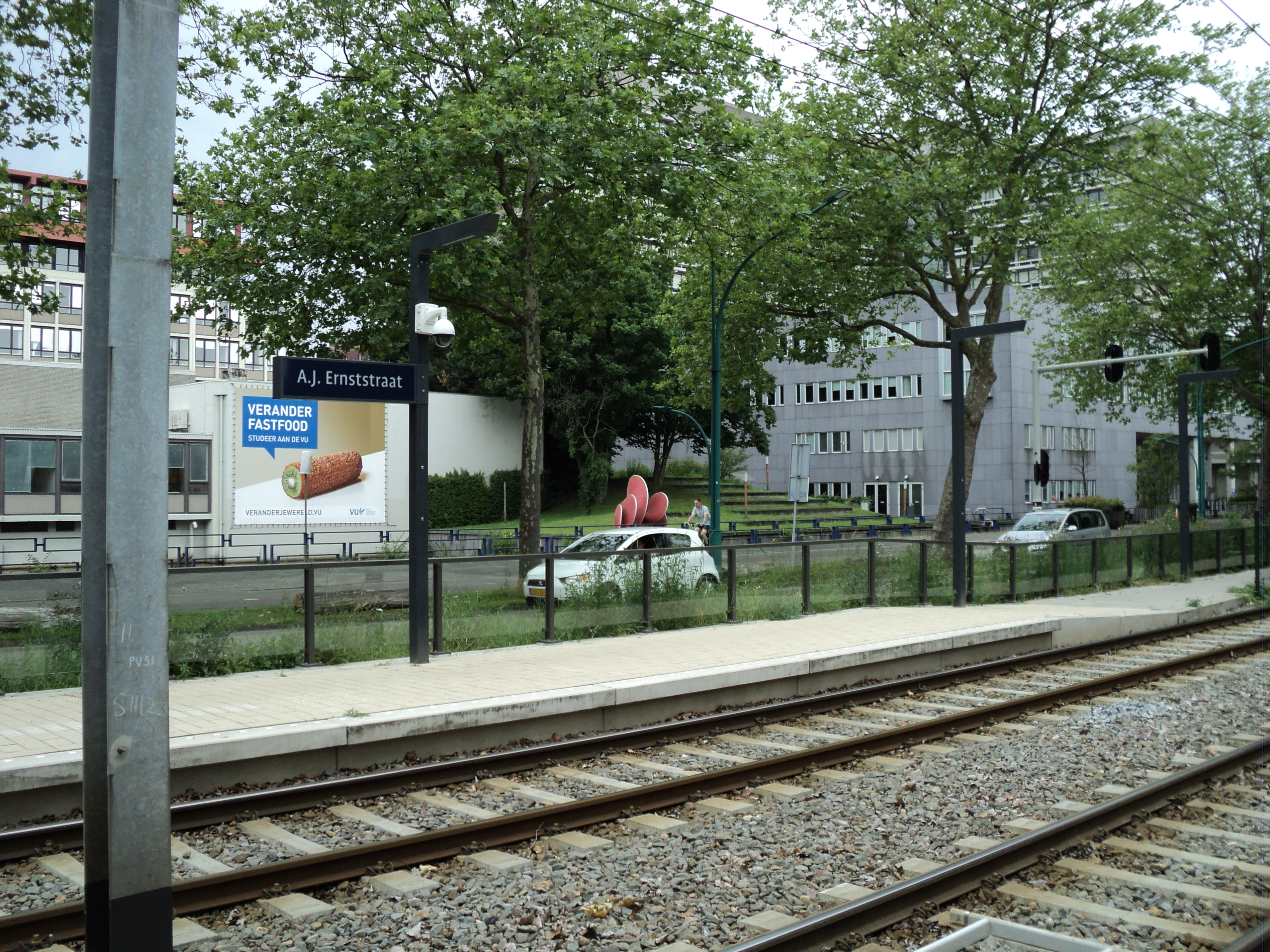
De andere kant van de halte.
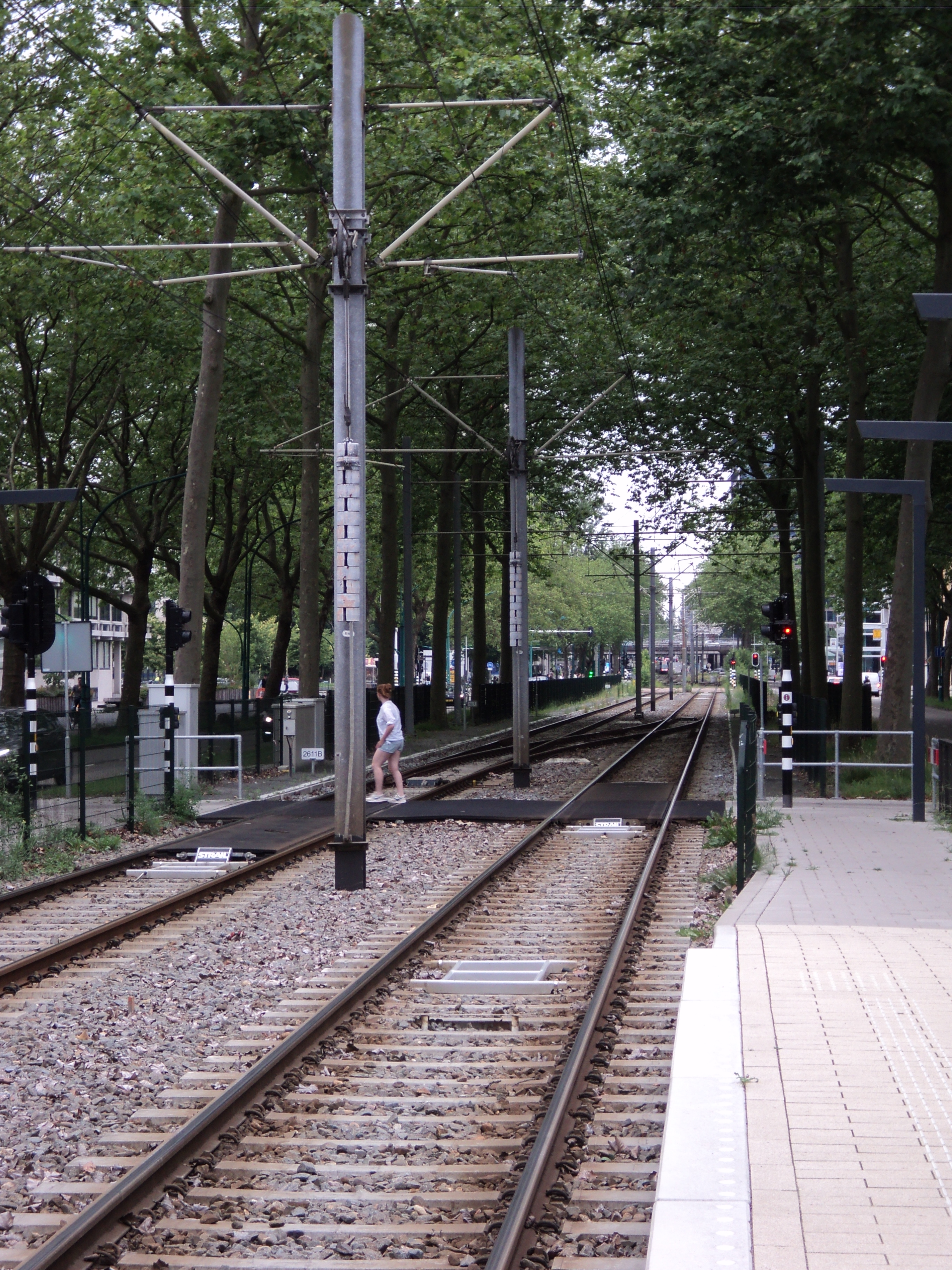
Het spoor richting Station Zuid.
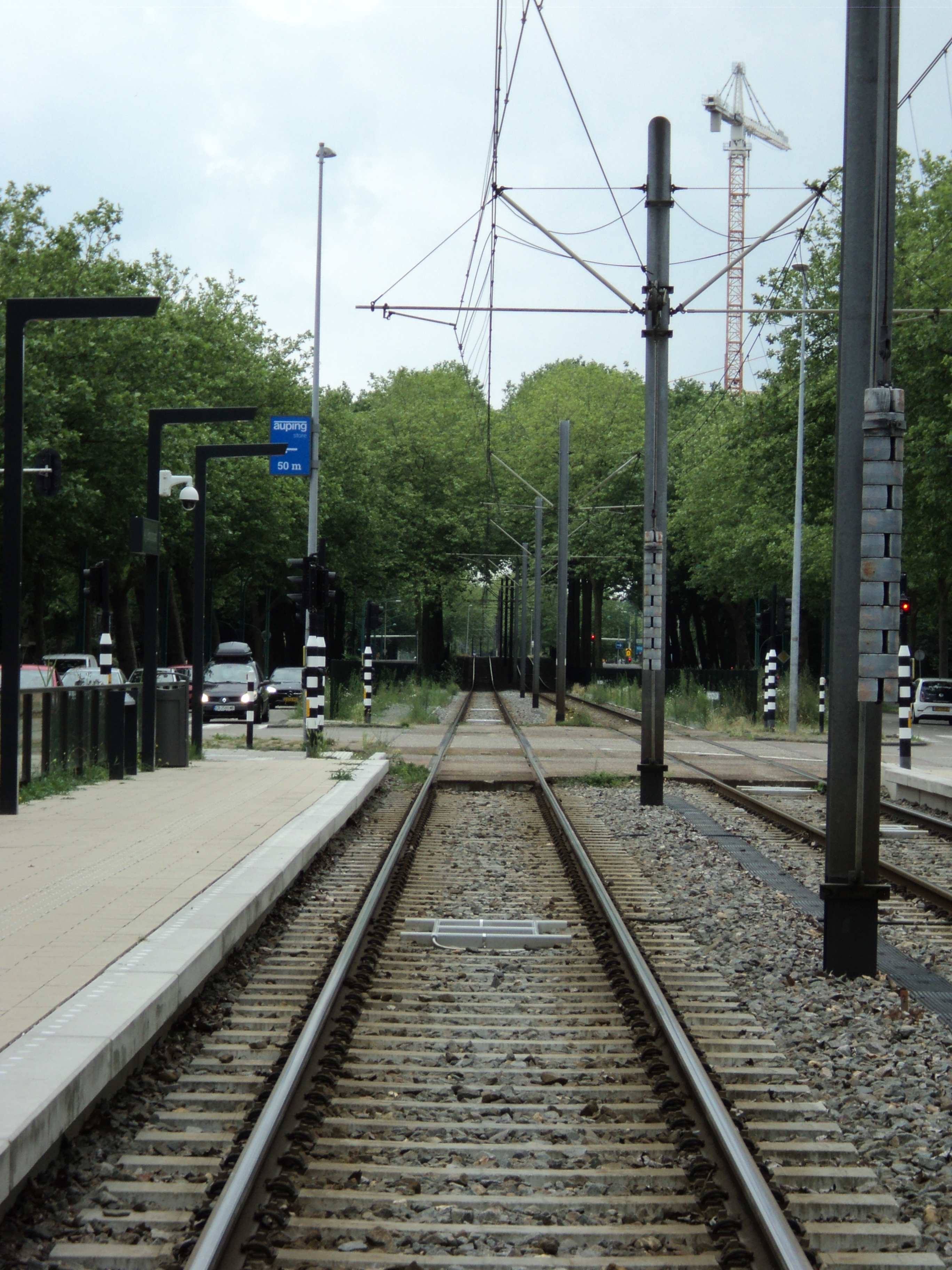
Het spoor richting de Van Boshuizenstraat.

Centraal Station (NS) ·
Nieuwmarkt ·
Waterlooplein ·
Weesperplein ·
Wibautstraat ·
Amstelstation (NS) ·
Spaklerweg ·
Overamstel ·
Station RAI (NS) ·
Station Zuid (NS) ·
De Boelelaan / VU ·
A.J. Ernststraat ·
Van Boshuizenstraat ·
Uilenstede ·
Kronenburg ·
Zonnestein ·
Onderuit ·
Oranjebaan ·
Amstelveen Centrum ·
Ouderkerkerlaan ·
Sportlaan ·
Marne ·
Gondel ·
Meent ·
Brink ·
Poortwachter ·
Spinnerij ·
Sacharovlaan ·
Westwijk